# XEUS
XEUS(X-ray Evolving Universe Spectroscopy)は、X線観測衛星XMM-Newtonの後継機として欧州宇宙機関と日本の宇宙科学研究所が開発していたX線分光計衛星であり、2015年以降に打上げを予定していた。鏡面積5m2、1keVのエネルギーで5′以上の解像度を持つ大きなX線望遠鏡を運ぶミラー衛星と検出器衛星の2つから構成される。検出器衛星は、望遠鏡から約35mの距離を保って編隊飛行する。検出器は、2eVから1keVのエネルギー解像度の低温狭域監視装置の他に150eVから6keVのエネルギー解像度の広域X線監視装置を持つ。
XEUSは、宇宙初期の物質のX線スペクトルとその組成、温度、速度を測定することができ、ブラックホールの起源や星形成との関係、バリオンの進化、宇宙での重元素の合成等、様々な疑問に答えを出すと期待されている。
XEUSに必要な技術は、現在開発中である。XEUSは、欧州宇宙機関のCosmic Vision programの候補の1つである。

## 近年の開発
2008年5月、欧州宇宙機関とアメリカ航空宇宙局は、XEUS及びコンステレーション-Xのミッションを協力して実施するためにESA、NASAと宇宙航空研究開発機構からなるグループを結成した。このグループは、X線天文学の国際的な共同研究の開始を提案した。